# كوتون سبورت
نادي كوتون، هو نادي كرة قدم بنيني محترف، مقره في أويدا [الإنجليزية]، ويتنافس في الدوري البنيني الممتاز.

## تاريخ
تأسس النادي في الأصل باسم نادي تانيكا إف سي في ناتيتنغو، ثم أصبح نادي كوتون إف سي بعد استحواذ شركة كوتون سبورت بنين عليه، وهو اتحاد مملوك لشركة تطوير القطن (SODECO)، برئاسة ليونيل تالون.
خلال موسم 2021-2022، تمت دعوة النادي، الذي كان يتنافس في الدرجة الثانية، للمشاركة في دوري الدرجة الأولى الوطني في بنين لأول مرة، والذي يجمع بين فرق من الدرجتين الأولى والثانية، تمامًا مثل موسم 2020-2021. تحت قيادة الدولي الفرنسي السابق فيكتور زفونكا والمدرب البنيني أوربين هونفو، تأهل نادي القطن لكرة القدم إلى دوري الدرجة الأولى. واختتم الموسم في المركز الأول، وحصد لقبه الأول في البطولة.
في أبريل 2023، نشأت مجموعة مشجعين تسمى "groupe foot"، ومقرها فرنسا، لدعم النادي عبر وسائل التواصل الاجتماعي، وبالتالي زيادة ظهور النادي.